# Dacryodes kingii
Dacryodes kingii là một loài thực vật có hoa trong họ Burseraceae. Loài này được (Engl.) Kalkman mô tả khoa học đầu tiên năm 1956.